# Reacție de hidroliză
Hidroliza este o reacție chimică în care are loc desfacerea unei legături chimice prin combinarea cu moleculele de apa (H2O). Aceasta se realizează prin scindarea moleculei de apă în hidrogen și  hidroxil (OH–). Reacția inversă a hidrolizei este reacția de condensare când se acceptă ionul de hidroxil cu formare de apă.
{\displaystyle \mathrm {2\,H_{2}O+2\,e^{-}\longrightarrow H_{2}+2\,OH^{-}} }
În acest fel sunt desfăcute în biologie prin procesele metabolice cu ajutorul enzimelor moleculele mari de proteine, polizaharahide sau lipide în molecule mai mici monomere. Sursa de energie necesară reacției o asigură ATP-ul (acidul adenozintrifosforic).
Termenul este de obicei utilizat pentru diferite tipuri de reacții în care apa acționează ca nucleofil, precum: substituții, eliminări și solvatarea. Ecuația generală a reacției de hidroliză a derivaților funcționali ai acizilor carboxilici este: